# Juridisch
Der Begriff juridisch wird in der deutschen Wissenschaftssprache, insbesondere der Rechtsphilosophen und Ethiker, vom Begriff juristisch unterschieden.
Juristisch bedeutet die Ausbildung und Berufsausübung der Juristen und die Anwendung der Gesetze betreffend. Juridisch hingegen bedeutet die moralisch-sittliche Herleitung des Rechtes und seine Anerkennung und Befolgung durch den Einzelmenschen betreffend. So ist der Gegensatz von Naturrecht und dem sogenannten positiven Recht juridischer Art. Ebenso sind es etliche rechterzeugende Abwägungen der Verfassungsrichter.
Das Wort juristisch betrifft vorzugsweise vorhandenes Recht, während beim Wort juridisch der Bedeutungsschwerpunkt zur Rechtsentstehung und zum noch nicht gefestigten oder wieder in Frage gestellten Recht verschoben ist.
Wenn jemand z. B. im Beisein von Kindern niemals bei Ampel-Rot über die Straße geht, so ist dies mehr eine juridisch-sittliche Entscheidung von ihm und weniger eine juristisch-praktische. Dies liegt darin, dass die Wahrscheinlichkeit, dass die Person wegen Nichtbeachtung der roten Fußgängerampel juristisch belangt wird, vernachlässigbar gering ist.

## Beispiele der Anwendung

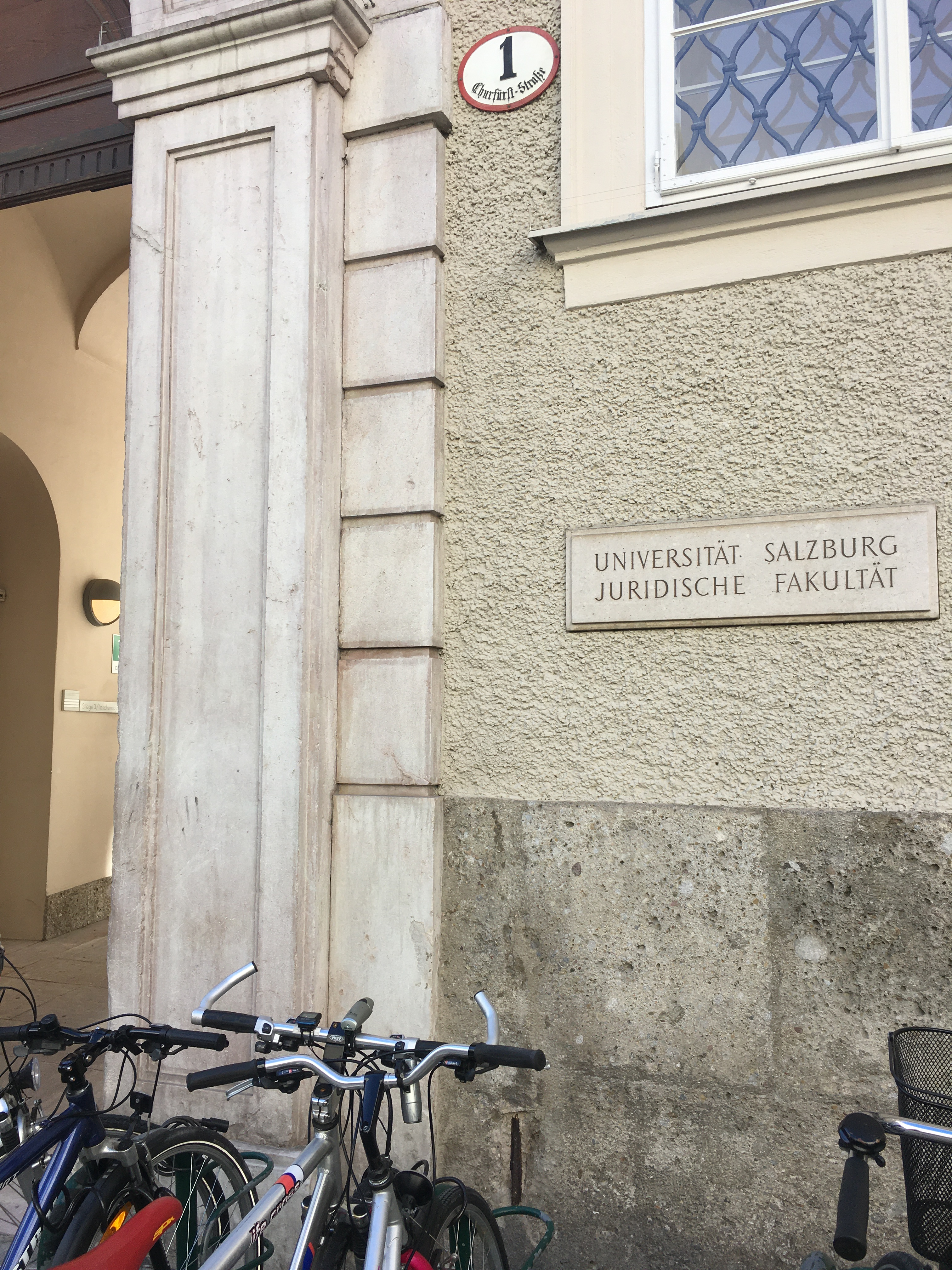
Wandtafel der Juridischen Fakultät Salzburg (Österreich) in der Churfürst-Straße 1 (Foto 2020)

Die genannte Unterscheidung wird in rechtswissenschaftlichen, rechtsgeschichtlichen und rechtsphilosophischen Arbeiten deutlich; so bei Immanuel Kants Die Metaphysik der Sitten:

„Diejenige [Gesetzgebung], welche eine Handlung zur Pflicht und diese Pflicht zugleich zur Triebfeder macht, ist ethisch. Diejenige aber, welche das letztere nicht im Gesetze mit einschließt, mithin auch eine andere Triebfeder als die der Idee der Pflicht selbst zuläßt, ist juridisch.“

Ein weiteres Beispiel für die Anwendung des Begriffs ist Dietmar von der Pfordten:

„Während die Gesetze der Freiheit in der Individualethik auch die Bestimmungsgründe der individuellen Maximenbildung regeln, beziehen sie sich im Bereich der juridisch-politischen Ethik bloß auf äußere Handlungen.“

## Synonym für juristisch
In Österreich sowie in der niederländischen Sprache wird der Begriff juridisch gleichbedeutend mit juristisch verwendet.